# Thymelicus alaica
Espèce
Thymelicus alaica est une espèce de lépidoptères (papillons) de la famille des Hesperiidae, de la sous-famille des Hesperiinae et du genre Thymelicus.

## Dénomination
Thymelicus alaica a été nommé en 1931 par le lépidoptériste russe Nikolaï Nikolaïevitch Filipjev (d).

## Description
C'est un petit papillon au dessus orange bordé de marron et au dessous jaune orangé, aux antennes plus courtes que d'autres Thymelicus.

## Biologie

### Période de vol et hivernation
Il vole en juin juillet.

### Plantes hôtes
Les plantes hôtes de sa chenille seraient des Poaceae (graminées).

## Écologie et distribution
Thymelicus alaica réside dans les montagnes du Pamir et du Tian Shan, au Tadjikistan, au Kazakhstan et dans la région autonome du Xinjiang Ouïgour en Chine et dans les monts Alaï (ou Pamir Alay) du Kirghizstan,.

### Biotope
Thymelicus alaica réside dans les vallées des montagnes du Pamir et du Tian Shan jusqu'à 2 500 m.

### Protection
Pas de statut de protection particulier.